# Jacques Bienvenue
Pas d'image ? Cliquez ici
Jacques Bienvenue, né le 2 mai 1938, est un ancien pilote automobile québécois, devenu chroniqueur automobile. 

## Biographie
Aux côtés de pilotes tels Jacques Duval, Marc Dancose et compagnie, il a fait les beaux jours de la course automobile sur circuit routier au Québec, notamment au Mont-Tremblant et au Grand Prix de Trois-Rivières pendant les années 1960 et 1970. Il a longtemps été le pilote le plus victorieux à Trois-Rivières avec huit victoires dans différentes catégories. Il a été devancé depuis par Marc-Antoine Camirand.
Au cours de sa carrière, il a participé à de nombreuses courses d'endurance de renom tels les 24 Heures du Mans, les 24 Heures de Daytona, les 12 Heures de Sebring et les 6 heures de Watkins Glen.
Il est maintenant[Depuis quand ?] chroniqueur automobile au Journal de Montréal.